# Colli Euganei Tocai Italico
Le Colli Euganei Tocai Italico est un vin blanc italien de la région Vénétie doté d'une appellation DOC depuis le 13 août 1969. Seuls ont droit à la DOC les vins blancs récoltés à l'intérieur de l'aire de production définie par le décret. 

## Aire de production
Les vignobles autorisés se situent en province de Padoue dans les communes de Arquà Petrarca, Galzignano Terme, Torreglia et en partie dans les communes de Abano Terme, Montegrotto Terme, Battaglia Terme, Due Carrare (San Giorgio), Monselice, Baone, Este, Cinto Euganeo, Lozzo Atestino, Vò, Rovolon, Cervarese Santa Croce, Teolo et Selvazzano Dentro dans les Monts Euganéens. 
Le vignoble Bagnoli di Sopra est à quelques kilomètres. La région est située au sud-ouest de Padoue. La superficie planté de vigne est de 1 300 hectares.

## Caractéristiques organoleptiques
- couleur : jaune paille
- odeur : délicat, caractéristique, agréable
- saveur : sec ou aimable

Le Colli Euganei Tocai Italico  se déguste à une température de 6 à 8 °C et boit jeune.

## Production
Province, saison, volume en hectolitres :
- pas de données disponibles